# Cerovac Barilovićki
 Cerovac Barilovićki  falu Horvátországban, Károlyváros megyében. Közigazgatásilag Barilovićhoz tartozik.

## Fekvése
Károlyvárostól 15 km-re, községközpontjától 6 km-re délnyugatra  fekszik.

## Története
A településnek 1857-ben 223, 1910-ben 327 lakosa volt. Trianon előtt Modrus-Fiume vármegye Vojnići járásához tartozott. 2011-ben 102 lakosa volt.

## Lakosság
| Lakosság változása | Lakosság változása | Lakosság változása | Lakosság változása | Lakosság változása | Lakosság változása | Lakosság változása | Lakosság változása | Lakosság változása | Lakosság változása | Lakosság változása | Lakosság változása | Lakosság változása | Lakosság változása | Lakosság változása | Lakosság változása |
| ------------------ | ------------------ | ------------------ | ------------------ | ------------------ | ------------------ | ------------------ | ------------------ | ------------------ | ------------------ | ------------------ | ------------------ | ------------------ | ------------------ | ------------------ | ------------------ |
| 1857               | 1869               | 1880               | 1890               | 1900               | 1910               | 1921               | 1931               | 1948               | 1953               | 1961               | 1971               | 1981               | 1991               | 2001               | 2011               |
| 223                | 294                | 282                | 324                | 308                | 327                | 303                | 343                | 363                | 362                | 324                | 302                | 219                | 173                | 145                | 102                |

## Nevezetességei
A Szentháromság tiszteletére szentelt plébániatemploma 1843-ban épült. A templom egyhajós, félköríves szentélyzáródású, a szentélytől délre levő sekrestyével, hagymasisakos harangtornya a homlokzat felett magasodik. Belül csehsüvegboltozatos.